# Jean-Michel Picart

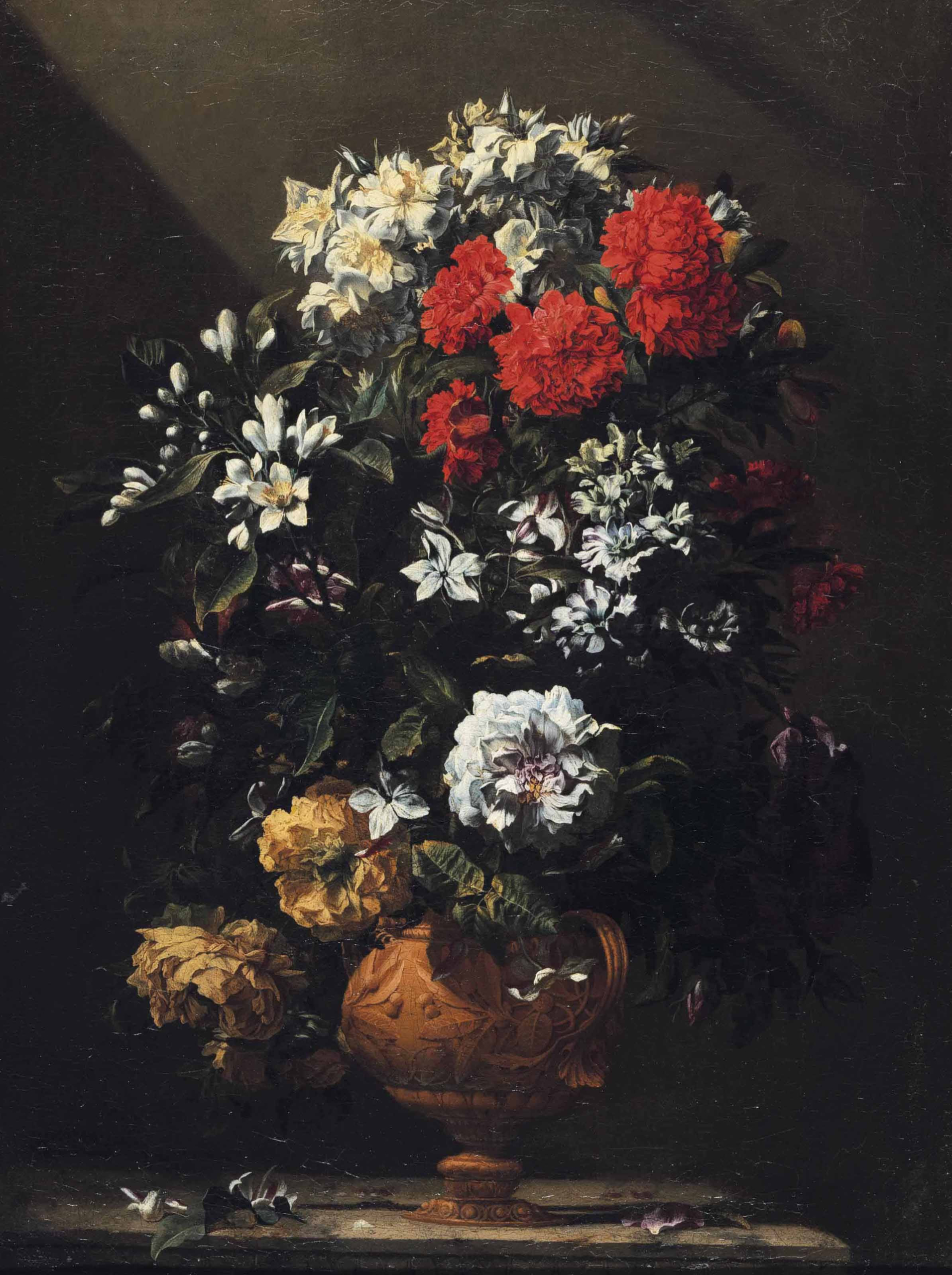
Bloemen in een bronzen vaas (Jean-Michel Picart)

Jean-Michel Picart (Antwerpen, circa 1600 - Parijs, 24 november 1682) was een Zuid-Nederlandse etser, kopergraveur, kunstschilder en kunsthandelaar. 
Picart werd mogelijk opgeleid in de werkplaats van de familie Francken (1615-1635).
Hij ging in 1635 naar Parijs en trouwde drie maal. Hij verbleef daar in een groep van Vlaamse kunstenaars in Saint-Germain-des-Prés. In 1640 werd hij lid van de Confrérie de Saint-Luc in Parijs. Verschillende beginnende schilders werkten korte tijd bij hem. Louis van der Burcht, kunstschilder, was getuige bij zijn derde huwelijk en bij de doop van zijn zoon.
Picart had veel succes; zijn schilderijen waren gevraagd. Hij schilderde voornamelijk bloem- en fruitstillevens. In 1670 werd hij aangesteld als hofschilder voor Lodewijk XIV van Frankrijk.
- Biografisch Portaal: 62602420
- Gemeinsame Normdatei: 104870968X
- Library of Congress Control Number: nr93008292
- Nationale Bibliotheek van Israël: 987007285181605171
- RKD-Nederlands Instituut voor Kunstgeschiedenis: 63271
- Istituto Centrale per il Catalogo Unico: BVEV080212
- Union List of Artist Names: 500032417
- Virtual International Authority File: 95881172